# Damien Mouchamps
Damien Mouchamps (Verviers, 10 januari 1996) is een Belgisch voetballer die sinds 2018 voor RFC Liegeois uitkomt. Mouchamps is een aanvaller.

## Carrière
Mouchamps genoot zijn jeugdopleiding bij Spa FC, RAF Franchimontois, Etoile Elsautoise en KAS Eupen. Bij die laatste club maakte hij zijn debuut in het betaald voetbal: op 11 april 2015 speelde hij zijn eerste officiële wedstrijd in het A-elftal van Eupen – tegen ASV Geel mocht hij in de 80e minuut invallen voor Florian Taulemesse. 
In mei 2016 promoveerde Eupen naar Eerste klasse. Mouchamps maakte op 18 december 2016 zijn debuut in de Jupiler Pro League, toen hij in de met 4-0 verloren uitwedstrijd tegen RSC Anderlecht na 73 minuten mocht invallen voor José María Cases. Erg veel speeltijd kreeg Mouchamps nooit bij Eupen. In juni 2018 verhuisde hij dan ook naar RFC Liegeois.

## Statistieken
| Seizoen         | Club            | Land            | Competitie             | Competitie | Competitie | Beker | Beker | Europees | Europees | Totaal | Totaal |
| Seizoen         | Club            | Land            | Competitie             | Wed.       | Dlp.       | Wed.  | Dlp.  | Wed.     | Dlp.     | Wed.   | Dlp.   |
| --------------- | --------------- | --------------- | ---------------------- | ---------- | ---------- | ----- | ----- | -------- | -------- | ------ | ------ |
| 2014/15         | KAS Eupen       | Vlag van België | Proximus League        | 2          | 0          | 0     | 0     | —        | —        | 2      | 0      |
| 2015/16         | KAS Eupen       | Vlag van België | Proximus League        | 0          | 0          | 0     | 0     | —        | —        | 0      | 0      |
| 2016/17         | KAS Eupen       | Vlag van België | Jupiler Pro League     | 5          | 0          | 1     | 1     | —        | —        | 6      | 1      |
| 2017/18         | KAS Eupen       | Vlag van België | Jupiler Pro League     | 1          | 0          | 1     | 0     | —        | —        | 2      | 0      |
| 2018/19         | RFC Liegeois    | Vlag van België | Eerste klasse amateurs | 13         | 0          | 0     | 0     | —        | —        | 13     | 0      |
| Carrière totaal | Carrière totaal | Carrière totaal | Carrière totaal        | 21         | 0          | 2     | 1     | 0        | 0        | 23     | 1      |

Bijgewerkt op 8 januari 2019.